# ロック鳥

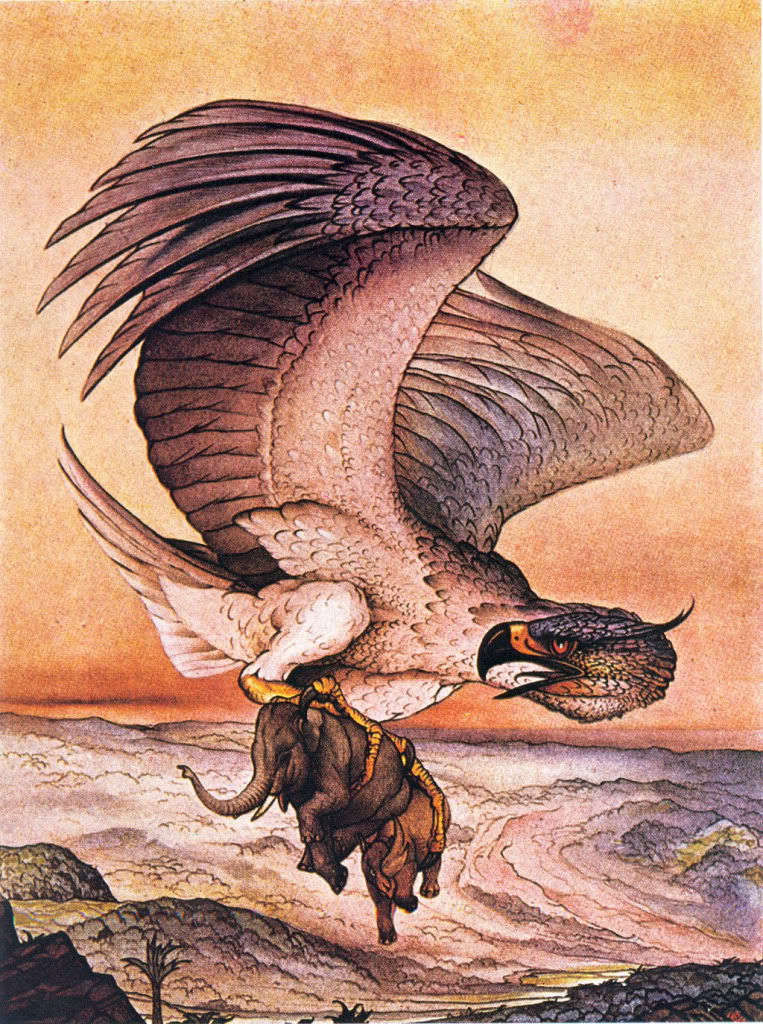
雛への餌にゾウとサイを運ぶロック鳥（画：Charles Maurice Detmold, 1883-1908）。

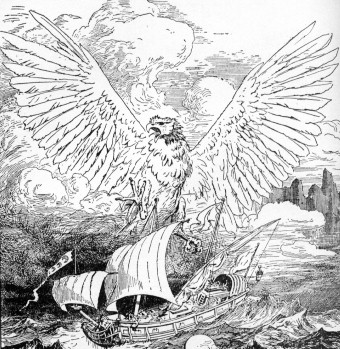
シンドバッドの船を壊すロック鳥。巨大なワシのような鳥がシンドバッドの船に岩を落としている。

ロック鳥（ロックちょう、アラビア語: رخ, rukhkh, ルッフ、現代ペルシア語: رخ, rokh, ロフ、英語: roc）は、中東・インド洋地域の伝説に登場する巨大な白い鳥。3頭のゾウやサイを持ち去って巣の雛（ひな）に食べさせてしまうぐらい大きく力が強いとされる。ルフとも呼ばれる。

## 伝説
伝説の起源は不明だが、8世紀初期にアラブ人が書いたものによると実在する鳥類がもとになった可能性があり、マルコ・ポーロの口述とされる『東方見聞録』にはマダガスカルにいたと記述されることから、同島に17世紀ごろまで生息していたゾウのように巨大な地上性の鳥であったエピオルニスを始め、近世までに絶滅してしまった大型の鳥類などが誇張されたとも考えられる。また、ユーラシア大陸南西部やアフリカ大陸北部の山地に生息するヒゲワシがそのモデルであるともされる。
ロック鳥の伝説は、ヨーロッパでは『千夜一夜物語』（アラビアンナイト）の中のシンドバッドの話で有名であり、イスラム世界やアジアでは広く伝わっていた。10世紀ペルシャの旅行家で『インドの驚異譚』を著したブズルク・ブン・シャフリヤール  (Al-Ramhormuzi) によれば、巨鳥の羽根の軸で作られた水差しがあり、筒型で大きいものは直径20cmはあったという。これは西南のマダガスカルから到来したものであった。現代ではその正体は同地産の竹筒であったと推測されている。マダガスカル語のヴル(volo)は「鳥の羽根」、「竹」双方の意味がある。
のちの時代、マルコ・ポーロの『東方見聞録』のマダガスカルに関する記述の中に、現地人がルク（ruc）と呼ぶ大きな鳥が登場する。彼はこれをグリフォンであるとし、その羽は元のハーンに届けられたという。また巨大な羽のかけらが中国から来た商人によってスペインにも持ち込まれている。その住処をマダガスカルで探そうとしたところ、ロック鳥の羽としてもたらされたものに形が非常によく似たラフィアヤシ（英: Raffia palm）の巨大な葉があったという。また、アラブの旅行家イブン=バットゥータの旅行記にもその記述がある。
一番新しいものでは、16世紀にインド洋を訪れたイギリス人旅行者が目撃したという報告もある。
ロック鳥は、アラブ人のいうフェニックスとほとんど同じものである。またペルシャの伝説に登場する巨鳥、シームルグとも近縁のものである。シームルグは、フェルドウスィーの叙事詩『王書』の中では英雄ザールの養父であり、彼の子のロスタムを援助したりしている。
古代イランまでさかのぼると、万物の種を生むという神話上の木から熟した果実を振り落としたという不死鳥、アムルゼス（amrzs）の伝説を見つけることができる。インドには、鳥の王であり、ヴィシュヌ神が乗るガルダの伝説がある。パーレビ王朝時代のこのインドの伝説の翻訳では、ガルダがシームルグに置き換えられている。